# Jimaní
Jimaní es un municipio de la República Dominicana, que está situado en la provincia de Independencia, de la que es su capital.

## Localización
Este municipio, que es fronterizo con Haití, se encuentra a 280 kilómetros de Santo Domingo.

## Límites
Municipios limítrofes:
|                                                         | Norte: Cornillon (Haití)               |                                        |
| Oeste: Cornillon, Thomazeau y Ganthier (todas en Haití) |                                        | Este: La Descubierta y Lago Enriquillo |
|                                                         | Sur: Fonds-Verrettes (Haití) y Duvergé |                                        |

## Distritos municipales
Está formado por los distritos municipales de:
| Nombre         | Código   |
| -------------- | -------- |
| Jimaní         | 06100101 |
| El Limón       | 06100102 |
| Boca de Cachón | 06100103 |

## Historia
El nombre "Ximani" es de origen nativo. El historiador Rafael Leónidas Pérez y Pérez en su libro "Anotaciones sobre la historia de Jimaní", dice que Ximani era un Cacique de la jefatura de Xaragua que controlaba las aldeas que se hallaban entre los dos lagos Enriquillo y Azuei, así como el camino que conduce al pico de la Selle, convirtiéndolo en una parte estratégica e importante de la isla. El nombre "Ximaní" es reconocido primeramente cuando los españoles firman un acuerdo de paz con los nativos a través de Enriquillo en "La Laguna de Ximaní" en 1536. 
Otra versión afirma que el nombre pertenece a un conde francés (Conde de Jimaní). Pérez y Pérez aclara, sin embargo, que este funcionario, fue llamado "de Jimani" por haber poseído esa tierra, que le fue otorgada durante la expansión de la ocupación francesa. El historiador nos acuerda que los franceses no ocuparon el lado oeste de la isla, particularmente esa zona, hasta mediados del siglo XVIII. 
Para los años de la Guerra de la Independencia Dominicana, el municipio estaba prácticamente despoblado. La mayoría de las batallas tuvieron lugar en Neiba. Después de la independencia de 1844, los primeros habitantes en volver al municipio vinieron de varias comunidades del suroeste, como Neiba, Duvergé, El Estero, Las Salinas, Azua de Compostela, Santa Cruz de Barahona y los inmigrantes Haitianos de las montañas que se casaron o tuvieron matrimonios con Dominicanos, formando familias en el barrio más poblado de la comunidad, conocido como Jimaní Viejo. 
En la década de 1930 el municipio pertenecía a Neiba y en 1938 pasó a formar parte de la comuna de La Descubierta, de la provincia de Baoruco. El 18 de marzo de 1943, mediante la ley número 229, Jimaní fue elevado a municipio por el General Rafael Leónidas Trujillo de Molina. El 29 de diciembre de 1948 la provincia de Bahoruco se dividió en dos provincias, recibiendo el lado oeste el nombre de Provincia de Independencia. El 1 de enero de 1950, el municipio se convirtió oficialmente en la Capital de la nueva Provincia Independencia.